# 瓦诺·梅拉比什维利
伊万涅·“瓦诺”·梅拉比什维利（1968年4月15日—），格鲁吉亚政治家和前总理。前非政府组织活动家，直接参与1999年格鲁吉亚的政治革命，在2003年玫瑰革命后成为政府中最具影响力的成员，尤其是在担任格鲁吉亚内政部长（2004年12月28日—2012年7月4日）期间。

## 教育和非政府组织的生涯
梅拉比什维利出生在格鲁吉亚南部薩姆茨赫-賈瓦赫蒂地区乌德（Ude）的一个罗马天主教村，他1992年毕业于格鲁吉亚理工大学矿业学院，获得矿业学位。然后在理工大学和和格鲁吉亚农业研究所任职，1995年任保护土地所有者权利协会主席，1996年与人共同创建自由协会。

## 议员
梅拉比什维利在1999年11月开始参与政治，他当选为格鲁吉亚公民联盟（UCG）议员，联盟主席为爱德华·谢瓦尔德纳泽，他属于祖拉布·日瓦尼亚和米哈伊尔·萨卡什维利为首的“改革者”派，呼吁更为激进的和亲西方的政治改革。
2002年梅拉比什维利担任米哈伊尔·萨卡什维利新成立的反对党——国家运动的秘书长，他积极参与2003年11月的抗议运动，在议会选举后，谢瓦尔德纳泽被推翻，不流血的玫瑰革命成功。

## 政府部长
萨卡什维利担任总统后，梅拉比什维利被任命为国家安全顾问和国家安全委员会秘书（2004年1月到6月），随后被任命为国家安全部长。2004年12月国家安全部并入内政部，梅拉比什维利继续任部长。主持警察改革和打击犯罪，其主持的“窃贼在法律”，得到许多国际机构和观察员的赞誉。批评人士指责内政部在一些情况下过度使用武力和强势的策略，包括在2007年和2010年与反对派抗议者的冲突。梅拉比什维利否认了这些指控 。
2006年在28岁的商业银行员工桑德罗·吉尔格夫利亚尼（Sandro Girgvliani）谋杀案中，吉尔格夫利亚尼的家人指责内政部官员在他侮辱了他们后谋杀了桑德罗，案件导致四个较低级别的政府官员被定罪，此案引发很大的政治影响，一些反对派议员试图迫使梅拉比什维利辞职。梅拉比什维利则指责反对党试图使用吉尔格夫利亚尼谋杀案“为他们的政治利益谋利”，并宣称他不打算辞职。
2008年末，梅拉比什维利已经成为格鲁吉亚政府中最具影响力的人物之一。内政部扩大它的职责，更大的控制边境警察和由总统萨卡什维利指定监督由于8月与俄罗斯的冲突而得到的大量国际援助的分发。在2009年3月的一次采访中，梅拉比什维利被认为是强势人物。

## 总理
2012年6月30日，总统萨卡什维利提名梅拉比什维利担任政府新总理，接替尼卡·吉劳里。梅拉比什维利宣称政府将集中在三个主要优先事项：就业、农业发展和卫生保健改革。2012年7月4日总理任命获得议会批准。10月统一民族运动在议会选举中失去了多数席位，反对党联盟毕齐纳·伊万尼舍维里的“格鲁吉亚之梦”赢得大选，梅拉比什维利和他的政府于2012年10月11日辞职，担任看守总理。10月25日议会批准格鲁吉亚首富毕齐纳·伊万尼舍维里的总理任命。
2012年10月15日梅拉比什维利当选为格鲁吉亚民族联合运动秘书长，承诺将是一个“现代、新类型的党”。

## 个人生活
梅拉比什维利妻子塔玛尔（Tamar，Tako Merabishvili，原姓Salaq'aia，生于1981年）。两人有两个儿子，米哈伊尔（生于2000年）和达维特（生于2009年）。